# Sinamma
Genre
Sinamma est un genre d'araignées aranéomorphes de la famille des Tetrablemmidae.

## Distribution
Les espèces de ce genre sont endémiques de Chine.

## Liste des espèces
Selon World Spider Catalog (version 25.5, 22/09/2024) :
- Sinamma danxia He, Zhu, Chen & Guo, 2024
- Sinamma oxycera Lin & Li, 2014
- Sinamma quadrata Tong & Li, 2022
- Sinamma yingae Tong & Li, 2022

## Systématique et taxinomie
Ce genre a été décrit par Lin et Li en 2014 dans les Tetrablemmidae.

## Publication originale
- Lin & Li, 2014 : « New cave-dwelling armored spiders (Araneae, Tetrablemmidae) from southwest China. » ZooKeys, no 388, p. 35-67 (texte intégral).